# مصل الدم

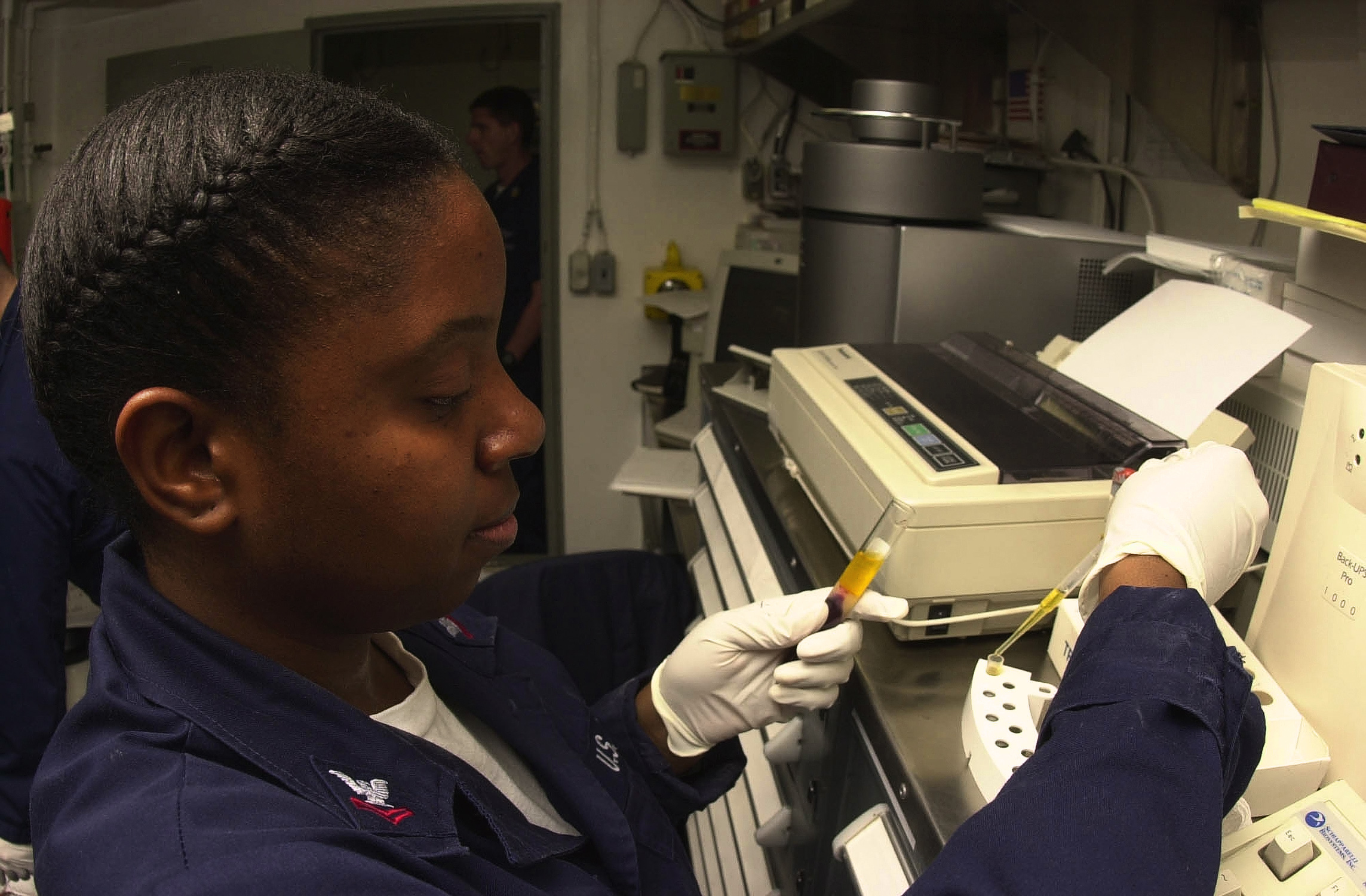
تحضير كأس من مصل الدم من أجل لوحة دهون لاختبار مستويات الكوليسترول في دم المريض

مصل الدم هو المكون الذي لا يعدّ خلية دم (مصل الدم لا يحتوي على كرات دم بيضاء أو حمراء) ولا يعدّ عامل تجلط; إنما هو بلازما الدم ولكن بدون الفيبرينوجين. يحتوي مصل الدم على كل البروتينات غير المستخدمة في تجلط الدم (التخثر) وعلى كل الأملاح، والأجسام المضادة، ومولدات الضد، والهرمونات، وأي مواد خارجية (مثل: الأدوية والميكروبات).
تعدّ دراسة مصل الدم تابعة لعلم دراسة الأمصال وقد تشمل أيضا علم دراسة البروتينات (بروتيوميات).
أثبتت قياسات تركيزات مصل الدم فائدتها في مجالات عديدة في التجارب السريرية للمؤشر العلاجي.
يتم تعريض الدم للطرد المركزي لإزالة المحتوى الخلوي. يُنتج الدم غير المتجلط بلازما محتوية على الفيبرينوجين وعوامل التجلط. يُنتج الدم المتجلط (المتخثر) مصل الدم الذي لا يحتوي على الفيبرينوجين، رغم بقاء بعض عوامل التجلط.
مصل الدم عامل ضروري في التجديد الذاتي للخلايا الجذعية الجنينية في مزيج مع العامل المثبط لسرطان الدم.
مصل دم المرضى المتعافين بنجاح من أمراض معدية أثناء فترة النقاهة (أو بعد تعافيهم) يمكن استخدامه كدواء في علاج مرضى آخرين بنفس العدوى، لأن الأجسام المضادة المولدة في التعافي الناجح تمثل مقاتل جيد للميكروب المعدي. هذا المصل (مصل مضاد) هو نوع من العلاج المناعي.

## استراتيجيات التنقية
مصل الدم والبلازما من أكبر مصادر الواصمات الحيوية، سواء لأغراض تشخيصية أو علاجية. إن النطاق الحركي الواسع لمصل الدم، المعقد أكثر بوجود الدهون، والأملاح، وتعديلات ما بعد التحويل، بالإضافة إلى آليات التحلل المتعددة يمثلان تحديات في قابلية المصل لإعادة التحليل، والحساسية، والانحلال، والكفاءة المحتملة. لتحليل الواصمات الحيوية في عينات مصل الدم، من الممكن أن يتم قبل عمليات الفصل عمل فصل كهربائي حر والذي يتكون عادة من استنفاذ الألبيومين في مصل الدم. تمكن هذه الطريقة اختراقا أبر للبروتيوم عن طريق فصل مجموعة متنوعة من المتحللات المشحونة أو القابلة للشحن; والتي تتراوح بين جزيئات صغيرة وخلايا..

## ملاحظة الاستخدام
كالعديد من الأسماء الشاملة الأخرى، فإن كلمة مصل الدم يمكن جمعها عند استحدامها في معاني معينة. للحديث عن عينات مصل دم عديدة من أشخاص عدة (كل عينة لها تركيبتها الفريدة من الأجسام المضادة)، فإن الأطباء يطلقون عليها مصطلح أمصال (بالإنجليزية: sera).